# Galeruca subcostata
Galeruca subcostata là một loài bọ cánh cứng trong họ Chrysomelidae. Loài này được Beenen miêu tả khoa học năm 2003.